# Zakorek
Zakorek – wada drewna z grupy wad budowy. Jest to pasmo kory zarośniętej częściowo lub całkowicie przez drewno. Zakorek powstaje w następstwie: zrastania się rozwidleń  gałęzi z pniem (często z mimośrodowością), nabiegów korzeniowych, zrakowaceń, zarastania zabitek.
Zakorki dzielą się na:
- występujące w drewnie okrągłym:
  - otwarte – widoczne na czole drewna okrągłego w postaci wypełnionej korą szczeliny, łączącej się z korowiną na pniu drzewa,
  - zarośnięte – widoczne na czole drewna okrągłego tylko w postaci wypełnionej korą szczeliny,

Na czole sortymentów okrągłych mierzy się głębokość zalegania zakorka lub jego szerokość, a wymiary wyraża się w centymetrach lub w odniesieniu do średnicy czoła drewna.
- występujące w materiałach tartych:
  - nieprzechodzący – widoczny tylko na jednej podłużnej powierzchni tarcicy,
  - przechodzący – widoczny na przeciwległych podłużnych powierzchniach.

W materiałach tartych i arkuszach forniru określa się długość i szerokość największego zakorka w centymetrach lub w milimetrach oraz w odniesieniu do odpowiednich wymiarów sztuki. 
Zakorki zakłócają jednorodną budowę drewna z powodu obecności kory i zniekształcenia słojów rocznych wokół zakorka, wpływ ten zależy od rodzaju, wymiarów i liczby zakorków.

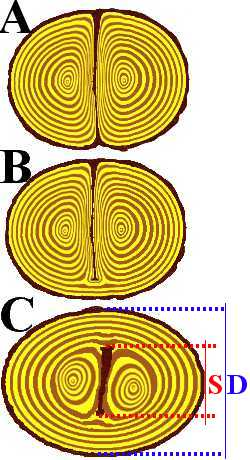
Zakorek powstały przy zrastaniu się dwóch pni.